# Джордж Озбърн
Джордж Озбърн (на английски: George Gideon Oliver Osborne) е британски политик. Понастоящем е канцлер на хазната (финансов министър) от май 2010 г.

## Биография
Най-възрастният син е в семейството и наследник на сър Питър Озбърн, 17 баронет. Роден на 23 май 1971 г. в Лондон. Член на Консервативната партия и депутат в британския парламент от 2001 г. Бил е министър на финансите в сянка.